# Mimosa gemmulata
Mimosa gemmulata är en ärtväxtart som beskrevs av Rupert Charles Barneby. Mimosa gemmulata ingår i släktet mimosor, och familjen ärtväxter.

## Underarter
Arten delas in i följande underarter:
- M. g. adamantina
- M. g. gemmulata